# Хьюстон (город, Миннесота)
Хьюстон (англ. Houston) — город в округе Хьюстон, штат Миннесота, США. На площади 2,4 км² (2,4 км² — суша, водоёмов нет), согласно переписи 2002 года, проживают 1020 человек. Плотность населения составляет 418,2 чел./км².
- Телефонный код города — 507
- Почтовый индекс — 55943
- FIPS-код города — 27-30230[1]
- GNIS-идентификатор — 0645255[2]